# Барон Джерард
Барон Джерард  — аристократический титул, созданный дважды в британской истории (1603 год — Пэрство Англии и 1876 год — Пэрство Соединённого королевства).

## История
Титул барона Джерарда из Джерардс Бромли  в системе Пэрства Англии был создан 21 июля 1603 года для сэра Томаса Джерарда (ум. 1618), сына сэра Гилберта Джерарда (ум. 1593), генерального атторнея Англии (1559—1581) и мастера свитков (1581—1593), который приобрел поместье Джерардс Бромли и Хилдерстон в Стаффордшире. 1-й барон Джерард был лордом-президентом Уэльса в 1616—1617 годах. Баронский титул переходил от отца к сыну до смерти в 1684 году Дигби Джерарда, 5-го барона Джерарда (1662—1684). Ему наследовал его троюродный брат Чарльз Джерард, 6-й барон Джерард (1659—1707). У него не было сыновей, поэтому титул перешел к его брату Филиппу Джерарду (1665—1733), священнику-иезуиту, который умер бездетным в 1733 году, а баронский титул прервался.
Титул барона Джерарда из Брина  в графстве Ланкашир (Пэрство Соединённого королевства) был создан 18 января 1876 года для сэра Роберта Джерарда, 11-го баронета (1808—1887). Титул передавался от отца к сыну до смерти в 1992 году Роберта Уильяма Фредерика Элвина Джерарда, 4-го барона Джерарда (1918—1992). Его сменил его троюродный брат, Энтони Роберт Хьюго Джерард, 5-й барон Джерард (род. 1949), который является нынешним носителем титула. Он внук капитана достопочтенного Роберта Джозефа Джерарда-Дикконсона, второго сына 1-го барона Джерарда.
Первоначально семейной резиденцией был Брин-Холл в городе Эштон-ин-Мэкерфилд (графство Ланкашир), а затем Гарсвуд-Холл, а затем Нью-Холл.
Титул баронета  в системе Баронетства Англии был создан 22 мая 1611 года для Томаса Джерарда (1560—1621), депутата Палаты общин от Ливерпуля (1597), Ланкашира (1614) и Уигана (1621), который был прямым потомком семьи Джерард из Брина. Его преемником стал его сын, сэр Томас Джерард, 2-й баронет (1584—1630), который также представлял Ливерпуль в Палате общин (1624). Его сын, сэр Уильям Джерард, 3-й баронет (1612—1681), был роялистов во время Гражданской войны в Англии, сражаясь на стороне короля Карла I Стюарта. Его потомок, вышеупомянутый сэр Роберт Джерард, 13-й баронет (1808—1887), был возведен в звание пэра в 1876 году.
Титул барона Джерарда из Брэндона  в графстве Суффолк был создан 8 ноября 1645 года для сэра Чарльза Джерарда (ок. 1618—1694), потомка сэра Гилберта Джерарда. Чарльз Джерард стал основателем рода графов Макклсфилд.

## Бароны Джерард из Джерардс Бромли, первая креация (1603)
- 1603—1617: Томас Джерард, 1-й барон Джерард (ок. 1564 — 15 января 1618), старший сын сэра Гилберта Джерарда (ум. 1593), генерального атторнея Англии и Уэльса (1559—1581)[1];
- 1618—1622: Гилберт Джерард, 2-й барон Джерард (ум. 1622), старший сын предыдущего[2];
- 1622—1640: Даттон Джерард, 3-й барон Джерард (4 марта 1613 — 22 апреля 1640), единственный сын предыдущего[3];
- 1640—1667: Чарльз Джерард, 4-й барон Джерард (1634 — 28 декабря 1667), единственный сын предыдущего[4];
- 1667—1684: Дигби Джерард, 5-й барон Джерард (17 июля 1662 — 8 октября 1684), единственный сын предыдущего[5];
- 1684—1707: Чарльз Джерард, 6-й барон Джерард (1659 — 21 апреля 1707), старший сын Ричарда Джерарда (ум. 1680), внук достопочтенного Джона Джерарда (ум. 1673), второго сына 1-го барона Джерарда, троюродный предыдущего;
- 1707—1733: Филип Джерард, 7-й барон Джерард (1 декабря 1665 — 4 мая 1733), младший брат предыдущего.

## Баронеты Джерард из Брина (1611)
- 1611—1621: Сэр Томас Джерард, 1-й баронет (1560 — 16 февраля 1621), сын сэра Томаса Джерарда из Брина (ум. 1601)[6];
- 1621—1630: Сэр Томас Джерард, 2-й баронет (ок. 1584 — 15 мая 1630), сын предыдущего[7];
- 1630—1681: Сэр Уильям Джерард, 3-й баронет (1612 — апрель 1681), старший сын предыдущего[8];
- 1681—1702: Сэр Уильям Джерард, 4-й баронет (1638 — апрель 1702), сын предыдущего[9];
- 1702—1721: Сэр Уильям Джерард, 5-й баронет (22 июня 1662 — май 1721), сын предыдущего[10];
- 1721—1732: Сэр Уильям Джерард, 6-й баронет (27 декабря 1697 — 9 декабря 1732), сын предыдущего[11];
- 1732—1740: Сэр Уильям Джерард, 7-й баронет (4 сентября 1721 — 22 марта 1740), старший сын предыдущего[12];
- 1740—1780: Сэр Томас Джерард, 8-я баронет (ок. 1723 — 25 июня 1780), младший брат предыдущего[13];
- 1780—1784: Сэр Роберт Джерард, 9-й баронет (ок. 1725 — 6 марта 1784), младший брат предыдущего[14];
- 1784—1791: Сэр Роберт Джерард, 10-й баронет (ум. 26 августа 1791), старший сын предыдущего[15];
- 1791—1826: Сэр Уильям Джерард, 11-й баронет (2 июля 1773 — 2 августа 1826), младший брат предыдущего[16];
- 1826—1854: Сэр Джон Джерард, 12-й баронет (8 декабря 1804 — 21 февраля 1854), старший сын Джона Джерарда (ум. 1822), внук сэра Роберта Джерарда, 9-го баронета[17];
- 1854—1887: Сэр Роберт Джерард, 13-й баронет (12 мая 1808 — 15 марта 1887), младший сын Джона Джерарда, внук сэра Роберта Джерарда, 9-го баронета, барон Джерард с 1876 года[18].

## Бароны Джерард из Брина, вторая креация (1876)
- 1876—1887: Роберт Толвер Джерард, 1-й барон Джерард (12 мая 1808 — 15 марта 1887), младший сын Джона Джерарда (ум. 1822) и Элизабет (урожденной Феррерс)[18];
- 1887—1902: Уильям Кэнсфилд Джерард, 2-й барон Джерард (1 июня 1851 — 30 июля 1902), старший сын предыдущего[19];
- 1902—1953: Фредерик Джон Джерард, 3-й барон Джерард (10 ноября 1883 — 12 февраля 1953), единственный сын предыдущего[20];
- 1953—1992: Роберт Уильям Фредерик Элвин Джерард, 4-й барон Джерард (23 мая 1918 — 11 июля 1992), единственный сын предыдущего[21];
- 1992 — настоящее время: Энтони Роберт Хьюго Джерард, 5-й барон Джерард (род. 3 декабря 1949), старший сын майора Руперта Чарльза Фредерика Джерарда (1916—1978), внук полковника Чарльза Роберта Толвера Майкла Джерарда (1894—1971), правнук достопочтенного Роберта Джозефа Джерарда-Дикконсона (1857—1918), сына 1-го барона Джерарда[22];
  - Наследник титула: достопочтенный Руперт Бернард Чарльз Джерард (род. 17 декабря 1981), старший сын предыдущего[23].